# Скрипкин, Михаил Сергеевич
 Михаил Сергеевич Скрипкин  — журналист, фотограф, книгоиздатель, общественный деятель, организатор мероприятий и проектов в сфере культуры. Руководитель издательского отдела Соловецкого монастыря.

## Биография
Родился 21 марта 1968 года в городе Кемь в семье инженеров-гидротехников. Мать — Нинель Тойвовна Хаккарайнен. С 1974 по 1977 годы воспитывался в семье деда — заслуженного работника культуры КАССР и РСФСР Тойво Александровича Хаккарайнена в городе Сортавала.
С 1977 года постоянно проживает в Петрозаводске. Обучался на заочном отделении факультета журналистики Ленинградского Государственного Университета. В разные годы Михаил Скрипкин работал кинооператором на телевидении Республики Карелия, журналистом и фотокорреспондентом в различных карельских СМИ. Руководил рекламными службами, работал с типографиями Финляндии, Санкт-Петербурга, выпускал собственную газету, собственный журнал республиканского уровня.
С 1982 года активно занимается фотографией. С 1996 года работает с цветной полиграфией, издаёт книжную и презентационную печатную продукцию, выступает в роли автора издательских проектов. В 2000 году основал издательство «Скандинавия», в 2002 создал собственную типографию.
В настоящее время является руководителем издательского дома «Скандинавия», издательства «Форевер». За годы своего существования издательство «Скандинавия» выпустило массу книг, фотоальбомов и журналов о Карелии. С 2012 года М. Скрипкин — руководитель издательского отдела Спасо-Преображенского Соловецкого ставропигиального мужского монастыря.
Член Союза журналистов России с 1993 года.
Член Творческого союза художников России с 2007 года.
Фотографиями Михаила Скрипкина проиллюстрированы многие официальные издания о Республике Карелия, многократно опубликованы статьи и фотоснимки в центральных изданиях России и бывшего СССР. Будучи признанным экспертом в области издательской и полиграфической деятельности, М. Скрипкин долгое время сотрудничал с ФГУП «Почта России», ОАО «РЖД», в настоящее время активно сотрудничает с ведущими типографиями Санкт-Петербурга, Москвы, Финляндии.
С 2005 года провёл около 20 персональных фотовыставок в Республике Карелия и за её пределами — в Санкт-Петербурге, Москве, Финляндии. В том числе, в 2006 году в Государственной Думе РФ, в 2008 году в Совете Федерации Федерального Собрания России, в Московской Городской Думе, в Российском центре науки и культуры в Хельсинки.
М. Скрипкин — многократный лауреат и трёхкратный победитель конкурсов «Лучшая книга года Республики Карелия», лауреат Всероссийского конкурса «Лучшие книги года» в номинации «Лучшее подарочное, иллюстрированное издание».

## Творческие проекты
В Государственной Думе РФ в 2006 году музеем-заповедником «Кижи» представлялась авторская фотовыставка М. Скрипкина «Кижи. Времена года», экспонировались более 70 авторских работ.
Издательство «Скандинавия» являлось партнёром музея «Кижи» и спонсором Республиканского детского музейного праздника «Кижи — мастерская детства» и первой в республике музейной газеты «Кижи».
В 2007 году издательство «Скандинавия» выпустило в свет книгу «Созвездие Хаккарайнена» подготовленную Н. Т. Хаккарайнен, М. С. Скрипкиным и А. А. Рагозиной, и объединившую в себе воспоминания о Тойво Александровиче Хаккарайнене, его собственные письма и статьи на разные темы, впервые опубликованные присланные ему письма американского художника, прозаика и общественного деятеля Рокуэлла Кента.
В этом же году при участии М.Скрипкина именем Тойво Хаккарайнена назван Региональный музейно-туристический центр Северного Приладожья в городе Сортавала.

### «Калевала Золотая»
В 2006 году издательство «Скандинавия» опубликовало «Калевала» — эпическую поэму на основе древних карельских и финских песен — карело-финский поэтический эпос.
В издании использован сокращённый текст 1862 года, который заново перевели Армас Мишин и Эйно Киуру; новый перевод канонических текстов «Калевалы» в редакции Элиаса Лённрота победил на конкурсе Ассоциации книгоиздателей России.
Книга иллюстрирована работами известного петрозаводского художника Владимира Фомина.
Дизайн разработан Михаилом Скрипкиным и Владимиром Лобановым.
Издание карело-финского эпоса «Калевала» 2006 года получило широкое признание в России и в Финляндии, став лауреатом Всероссийского конкурса издателей — одним из четырёх лучших подарочных изданий России.

### «Калевала Серебряная»
В 2012 году карело-финский эпос был вновь переиздан издательством «Форевер» с текстом на русском и финском языках в детском подарочном варианте «Серебряная „Калевала“». Стихотворный перевод выполнен Эйно Киуру и Армасом Мишиным. Для детей сокращённый вариант подготовил Армас Мишин. Дизайнером книги выступил Владимир Лобанов. Иллюстрации были выполнены юной и талантливой художницей Анастасией Трифановой.
Издание стало лучшим в области полиграфического исполнения и художественного оформления — «Калевала и Похьёла: строки из „Калевалы“ Элиаса Лённрота» получила звание «Лучшая книга 2011 года».

### «Кижи. Валаам. Соловки»
М.Скрипкин — автор двух персональных фотоальбомов: «Кижи. Валаам. Соловки. Природа и сокровища русского Севера» (2008) и «Сказка Русского Севера» (2012).
Работу над фотоальбомом о трёх святынях Православия автор начал в 2004 году по благословению Святейшего Патриарха Московского и всея Руси Алексия II. В создании книги активно участвовали братья и наместники Валаамского и Соловецкого монастырей, настоятель Спасо-Кижского Патриаршего подворья, а также музейные работники этих заповедных мест. В 2006 году из-за болезни наместника Соловецкого монастыря Иосифа работа над книгой была временно приостановлена.
В 2008 году избранные фотографии этого проекта были впервые объединены в видовой фотоальбом «Кижи. Валаам. Соловки. Природа и сокровища Русского Севера».
В 2012 г. в издательстве «Скандинавия» при содействии фирмы «Форевер» вышел в свет персональный фотоальбом Михаила Скрипкина «Кижи. Валаам. Соловки. Природа и сокровища Русского Севера» — иллюстрированная книга-путешествие, иллюстрации книги рассказывают о так называемом «святом треугольнике» этого края, где посреди водной глади высятся три Преображенских храма русского Севера, ставшими одновременно центрами истории, культуры и духовности этих мест.
В 2012 году автор выпустил собственный фотоальбом «Сказка Русского Севера», посвященный духовной и природной красоте трёх знаменитых православных святынь, в альбом вошло более 170 снимков разных лет. Они рассказывают о православных святынях Валаама и Соловков, о знаменитых храмах острова Кижи, о природе и достопримечательностях северного края. Снимки публикуются в сопровождении авторских подписей на русском и английском языках.

## Награды и звания
В январе 2006 года М. С. Скрипкин удостоен звания «Лауреат 2005 года Республики Карелия» за подготовку и издание фотоальбомов, буклетов и книг, посвященным знаменательным датам в истории республики Карелия.
Книги, разработанные, оформленные и выпущенные Михаилом Скрипкиным являются лауреатами конкурсов в Карелии и в Российской Федерации.
В разные годы в ежегодных конкурсах «Книга года Карелии» изданиям М.Скрипкина, набравшим наибольшее количество премий в номинациях, присвоены звания «Лучшая книга года»:
- Звания «Лучшая книга года Республики Карелия-2004» удостоена книга «Кижи. Времена года» издательства «Скандинавия», победившая в двух номинациях: «Лучшее полиграфическое исполнение издания», «Лучшее художественное оформление издания»
- Звания «Лучшая книга года Республики Карелия-2006» удостоена книга «Э.Лённрот. Калевала = Kalevala, 1862» издательства «Скандинавия», победившая в двух номинациях: «Лучшее полиграфическое исполнение издания», «Лучшее художественное оформление издания»
- Звания «Лучшая книга года Республики Карелия-2011» удостоена книга «Калевала. Калевала и Похъёла» («Калевала = Kalevala: Калевала и Похьёла: строки из „Калевалы“ Элиаса Лённрота») издательства «Форевер», победившая в двух номинациях: «Лучшее полиграфическое исполнение издания», «Лучшее художественное оформление издания»